# Jonathan Mostow
Jonathan Mostow (Woodbridge, 28 november 1961) is een Amerikaanse filmregisseur, -schrijver en -producent.
Mostow groeide op in Woodbridge, en studeerde af aan Harvard University in Cambridge. Na zijn studie verhuisde hij naar Los Angeles. Hij begon zijn carrière met het maken van korte documentaires en muziekvideo's, van onder andere Alicia Bridges en Patillo. In 1989 maakte hij zijn eerste avondvullende film Beverly Hills Bodysnatchers, die direct werd uitgebracht op video. In 1991 regisseerde en schreef hij de televisiefilm Flight of Black Angel, een film over een kolonel die gevechtspiloten opleidt. Na Breakdown in 1997 wilde hij graag The Game regisseren, maar David Fincher mocht dat uiteindelijk doen, en Mostow werd uitvoerend producent en schrijver. In 2000 regisseerde Mostow de onderzeebootfilm U-571. Michael Douglas, die hij kende van The Game, zou meespelen in de film maar vanwege een tekort aan tijd besloot die uit het project te stappen. In 2003 maakte Mostow tot dusver zijn grootste film. Voor een salaris van vijf miljoen dollar regisseerde Mostow de groots opgezette actiefilm Terminator 3: Rise of the Machines, met Arnold Schwarzenegger in de hoofdrol. Mostow kreeg een ongewoon hoog budget van circa 150 miljoen dollar om die film te maken. Alhoewel Terminator 3 minder werd ontvangen dan de eerste twee Terminatorfilms was het financieel een zeer groot succes, met een opbrengst van ruim 433 miljoen dollar. Sommige fans vonden dat Mostow de Terminatortrilogie had verpest (James Cameron regisseerde de eerste twee delen), anderen waren positiever.

## Filmografie
- Surrogates (2009)
- The Sub-Mariner (2008)
- Swiss Family Robinson: The Remake  (2007)
- Terminator 3: Rise of the Machines (2003)
- U-571 (2000)
- Breakdown (1997)
- Flight of Black Angel (1991) (televisie)
- Beverly Hills Bodysnatchers (1989)
- Fright Show (1985) (gedeeltelijk)